# Burni Utan Gantung
Burni Utan Gantung är ett berg i Indonesien.   Det ligger i provinsen Aceh, i den västra delen av landet, 1 600 km nordväst om huvudstaden Jakarta. Toppen på Burni Utan Gantung är 1 633 meter över havet, eller 103 meter över den omgivande terrängen. Bredden vid basen är 1,5 km.
Terrängen runt Burni Utan Gantung är bergig åt sydost, men åt nordväst är den kuperad.Runt Burni Utan Gantung är det mycket glesbefolkat, med 3 invånare per kvadratkilometer. I omgivningarna runt Burni Utan Gantung växer i huvudsak städsegrön lövskog.